# Piszkawa
Piszkawa est une localité polonaise de la gmina et du powiat d'Oleśnica en voïvodie de Basse-Silésie.